# 고니오리류
고니오리류(whistling ducks 또는 tree ducks)는 기러기목 오리과의 고니오리속(Dendrocygna)에 속하는 조류의 총칭이다. 고니오리속은 고니오리아과(Dendrocygninae)의 유일속이다. 노랑고니오리(D. bicolor) 등 8종으로 이루어져 있다.

## 하위 종
- D. arborea
- D. arcuata
- 검은배유구오리 (D. autumnalis)
- 노랑고니오리 (D. bicolor)
- D. eytoni
- D. guttata
- D. javanica
- D. viduata